# Sami Lamdakkar
Sami Lamdakkar (18. ožujka  2002.) je marokanski rukometaš. Nastupa za francuski klub Frontignan Thau Handball i marokansku reprezentaciju.
Natjecao se na Svjetskom prvenstvu u Egiptu 2021., gdje je reprezentacija Maroka završila na 29. mjestu.